# Франкенщадион
„Франкенщадион“ е многофункционален стадион в Нюрнберг, Бавария, Германия, който е открит през 1928 г. В съседство се намира новата зала „Арена“.
От 1966 г. стадионът е дом на футболния отбор от германската Бундеслига 1. ФК Нюрнберг. По време на летните олимпийски игри през 1972 г. той приема 6 футболни мача.
През 1991 г. стадионът получава сегашното си име; преди това е познат просто като Städtisches Stadion (Общински стадион). На 14 март 2006 г. е преименуван на „Изи-Кредит Стейдиъм“ за период от 5 години. Феновете обаче го наричат Стадион „Макс-Морлок“ в чест на Макс Морлок, който е сред най-добрите играчи в историята на клуба.
Стадионът приема 5 мача от Мондиал 2006.

## Обновявания
„Фпанкенщадион“ е обновяван 2 пъти – веднъж от 1988 до 1991 г., а после – от 2002 до 2006 г. Вторият ремонт е на стойност 56,2 милиона евро. Разходите са поделени между общината, Провинция Бавария и управляващите стадиона. Капацитетът на стадиона е увеличен до 48 548 места. Това е постигнато чрез разширяване на югозападната и северозападната трибуни. Теренът е понижен с 1,3 метра, за да се осигури свободен изглед на всички места.

## Мондиал 2006
Стадионът е сред сцените на Мондиал 2006.
Следните мачове са играни на стадиона по време на турнира за Световната купа през 2006 г.
| Дата       | Час   | Отбор #1   | резултат | Отбор #2          | Етап       | Публика |
| ---------- | ----- | ---------- | -------- | ----------------- | ---------- | ------- |
| 2006-06-11 | 18.00 | Мексико    | 3–1      | Иран              | Група Г    | 41 000  |
| 2006-06-15 | 18.00 | Англия     | 2–0      | Тринидад и Тобаго | Група Б    | 41 000  |
| 2006-06-18 | 15.00 | Япония     | 0–0      | Хърватия          | Група Е    | 41 000  |
| 2006-06-22 | 16.00 | Гана       | 2–1      | САЩ               | Група Д    | 41 000  |
| 2006-06-25 | 21.00 | Португалия | 1-0      | Холандия          | 1/16 финал | 41 000  |